# Лизогуб Андрій Іванович

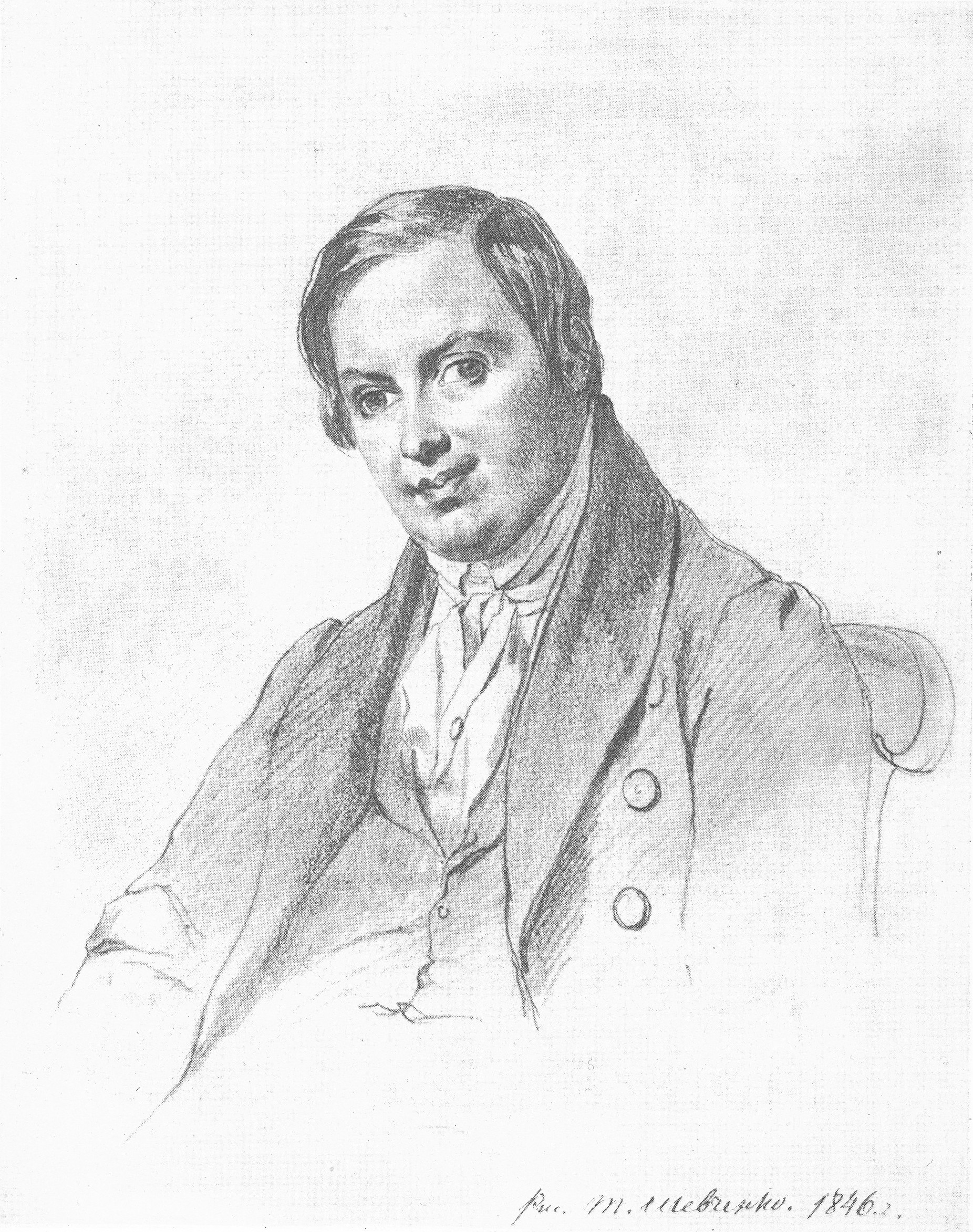
Андрій Лизогуб на портреті Тараса Шевченка

Андрі́й Іва́нович Лизогу́б (16 червня 1804, село Бурківка, нині Ніжинського району Чернігівської області — 1864, Сорочинці Миргородського повіту Полтавської губернії, нині село Великі Сорочинці Миргородського району Полтавської області) — поміщик містечка Седнева Чернігівського повіту. Великий прихильник мистецтва, художник-аматор. Друг Тараса Шевченка. 
Нащадок козацької старшини: син Івана Лизогуба, брат композитора та піаніста Олександра Лизогуба. Батько Дмитра та Федора Лизогубів.

## Біографічні відомості
Андрій Лизогуб і Тарас Шевченко познайомилися у лютому 1846 року, коли поет подорожував по Чернігівщині за завданням Археографічної комісії.
Разом зі своїм братом Іллею Андрій Лизогуб морально і матеріально підтримував поета на засланні: листувався з ним, надсилав папір, малярське приладдя, книжки й гроші. Згодом зберігав твори літературної та образотворчої спадщини Шевченка.
1846 року Шевченко плідно працював у художній майстерні в маєтку Лизогубів. За спогадами сучасників, усі стіни малярні було списано віршами та малюнками.
1846 року Тарас Шевченко виконав портрет Андрія Лизогуба (папір, олівець, 21,3 х 17). Незважаючи на дещо етюдний характер, цей портрет вражає мистецькою довершеністю. Шевченкові вдалося розкрити характер портретованого — людини спокійної, добродушної й лагідної. Тоді ж Тарас Григорович виконав і олійний портрет Іллі Лизогуба.